# Autobusna linija br. 239 u Zagrebu
Linija 239 (Čučerje – Dankovec – Markuševečka Trnava) dnevna je autobusna linija u Zagrebu.
Prometuje radnim danom na trasi: Čučerje - crkva – Čuečrska cesta – (smjer A: Ivanovićeva ulica → Pršaki) – Slanovečka cesta – Miroševečka 218
Direktno povezuje Čučerje i Dankovec s Markuševečkom Trnavom preko Slanovca. U Čučerju i Markuševečku Trnavu presjeda se na autobusnu liniju 209, odnosno 208, prema tramvajsko-autobusnom terminalu Dubrava. Linija je uvedena 8. veljače 2021.

## Vanjske poveznice
- Vozni red linije 239